# Guerra de consoles
Na indústria de jogos eletrônicos, uma guerra de consoles é um termo que descreve um conflito entre duas ou mais fabricantes de consoles de jogos eletrônicos na tentativa de obter melhores vendas ao consumidor por meio de tecnologia de console mais avançada, uma seleção aprimorada de jogos, e marketing geral em torno de suas plataformas. Enquanto as fabricantes de consoles geralmente estão sempre tentando superar outras fabricantes em vendas, essas guerras de consoles envolvem táticas mais diretas para comparar suas ofertas diretamente com seus concorrentes ou depreciar a concorrência em contraste com a sua própria e, portanto, os esforços de marketing tendem a escalar em empurrões para frente e para trás.
Embora tenha havido muitas guerras de console até hoje, o termo se tornou popular entre a Sega e a Nintendo durante o final dos anos 1980 e início dos anos 1990, quando a Sega tentou entrar no mercado de jogos eletrônicos dos Estados Unidos com seu console Sega Genesis. Por meio de uma nova abordagem de marketing e hardware aprimorado, a Sega conseguiu conquistar a maioria do mercado em três anos desde o lançamento, que anteriormente havia sido dominado pela Nintendo.

## Antecedentes e etimologia
O mercado de consoles de jogos eletrônicos começou em 1972 com o lançamento do primeiro console doméstico, o Magnavox Odyssey. À medida que mais fabricantes entraram no mercado e avanços tecnológicos foram concebidos, o mercado começou a se unir em torno do conceito de gerações de consoles — agrupamentos de consoles com especificações técnicas semelhantes que competiam no mercado. Desde 1972, houve nove gerações de consoles, com dois ou três fabricantes dominantes controlando o mercado como uma oligarquia.
Assim como na maioria das indústrias sem um líder dominante, as fabricantes de consoles começaram a almejar a comercialização de seus produtos de maneira mais favorável em comparação com seus concorrentes, ou se concentravam em recursos que seus concorrentes podiam não ter, muitas vezes de maneira agressiva. Por exemplo, as fabricantes de consoles nas décadas de 1980 e 1990 dependiam fortemente do tamanho da unidade central de processamento (CPU), enfatizando que os jogos tinham melhores capacidades com processadores de 16 bits do que com processadores de 8 bits. Esse tipo de marketing agressivo levou os jornalistas de jogos eletrônicos a chamar o mercado competitivo de "guerra" ou "batalha" já em agosto de 1988. À medida que cada nova geração de console surgia com novas abordagens de marketing, jornalistas e consumidores continuaram a usar variações da linguagem de "guerra", incluindo "guerra de sistemas" e "guerra de consoles". No início dos anos 2000, o termo "guerra de consoles" era mais comumente usado para descrever a competição acirrada entre fabricantes de consoles em qualquer geração.

## Sega contra Nintendo
Embora não seja a única guerra de consoles, a rivalidade entre Sega e Nintendo pelo domínio do mercado norte-americano de jogos eletrônicos no final dos anos 1980 e início dos anos 1990 é geralmente o exemplo mais visível de uma guerra de consoles. Isto estabeleceu o uso de táticas agressivas de marketing e publicidade por cada empresa a fim de tentar ganhar o controle do mercado. Este confronto terminou por volta de 1995, quando uma nova concorrente, a Sony, entrou e interrompeu o espaço dominante da Sega e Nintendo.

### Antecedentes
A indústria de jogos eletrônicos dos Estados Unidos sofreu uma grave crise de mercado em 1983 devido a vários fatores que aumentaram a recessão do mercado e o aumento da popularidade dos computadores pessoais (PCs) como plataforma de jogos. Um fator-chave que contribuiu para o incidente foi a perda de controle de publicação para jogos de console. O sucesso inicial de alguns dos primeiros desenvolvedores de terceiros, como a Activision para o console Atari VCS, levou os capitalistas de risco a trazer equipes de programadores inexperientes a fim de tentar capturar o mesmo sucesso, mas só conseguiram inundar o mercado com jogos de baixa qualidade, o que tornou difícil a venda de jogos de boa qualidade. A crise dos jogos eletrônicos impactou outros fatores da indústria que já estavam em declínio, como os arcades.
No Japão, a Nintendo lançou seu console Famicom (Family Computer) em 1983, um dos primeiros consoles de terceira geração ou a geração "8 bits". O Japão não tinha um sistema de desenvolvimento de terceiros semelhante, e a Nintendo manteve o controle sobre a fabricação de cartuchos de jogos para o Famicom usando um modelo de licenciamento para limitar quais jogos de terceiros seriam publicados nele. O Famicom foi lançado com uma falha técnica que a Nintendo se esforçou para consertar, mas no final de 1984, o Famicom era o console mais vendido no Japão. A Nintendo procurou lançar a unidade nos Estados Unidos, mas reconheceu que o mercado ainda estava lutando com a crise de 1983. A Nintendo tomou várias medidas para redesenhar o Famicom antes do lançamento nos Estados Unidos. Foi feito para parecer vom uma unidade de videocassete em vez de console, e recebeu o nome de "Nintendo Entertainment System" (NES) a fim de afastar a crença de ser um aparelho somente para vídeo. Além disso, a Nintendo adicionou um sistema especial de bloqueio chamado "10NES", que funcionava como um sistema de bloqueio e chave com cartuchos de jogos para evitar que títulos não autorizados fossem publicados para o sistema e evitar a perda de controle de publicação que causou a crise de 1983. O NES revitalizou a indústria de jogos eletrônicos dos Estados Unidos e estabeleceu a Nintendo como o nome dominante em consoles de jogos, superando a Atari. Em vendas ao longo de sua vida útil, o NES vendeu quase 62 milhões de unidades em todo o mundo, com 34 milhões somente na América do Norte.

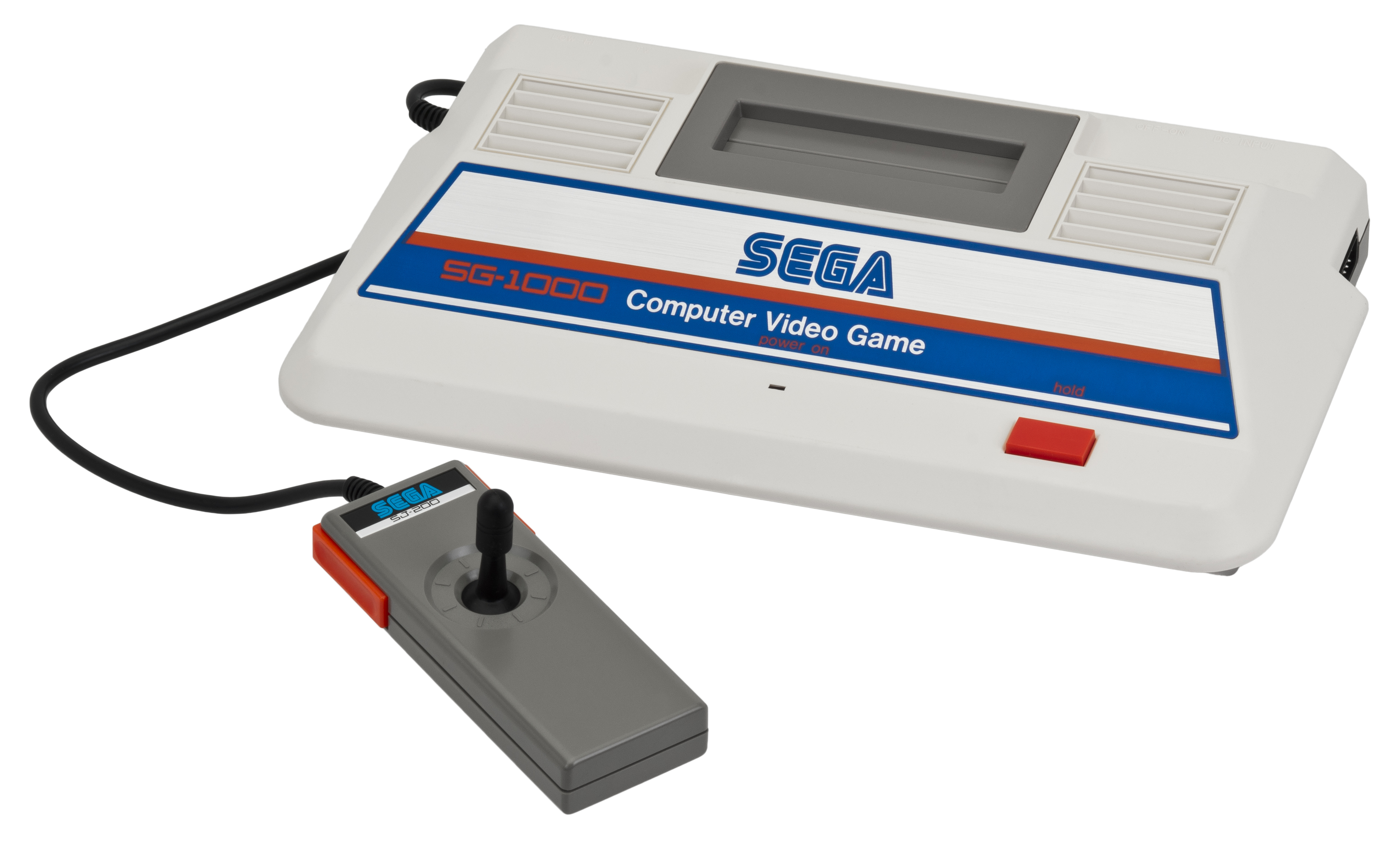
O console Sega SG-1000

Ao mesmo tempo, a Sega também estava procurando entrar na indústria de consoles de jogos eletrônicos, tendo sido uma fabricante de jogos de arcade de sucesso, mas devido à desaceleração no negócio de títulos de arcade, procurou usar essa experiência para o mercado doméstico. Eles lançaram o console SG-1000 no Japão no mesmo dia que o Famicom, em 1983, mas venderam apenas 160 mil unidades do SG-1000 em seu primeiro ano.
A Sega redesenhou o SG-1000 duas vezes para tentar construir um sistema com o objetivo de desafiar o domínio da Nintendo; o SG-1000 Mark II permaneceu compatível com o SG-1000, mas não obteve mais vendas. A próxima iteração, o Sega Mark III, foi lançado em 1985, usando o hardware de arcade da Sega a fim de fornecer gráficos mais refinados. O console era um pouco mais poderoso que o Famicom, e o marketing da Sega tentou empurrar os gráficos mais avançados que seu sistema oferecia sobre o Famicom. No entanto, a Sega descobriu que a Nintendo também contratou outras desenvolvedoras para desenvolver apenas seus jogos exclusivos para o Famicom, e a Sega foi forçada a desenvolver seus próprios títulos ou a portar os jogos de outros desenvolvedores, limitando o tamanho da biblioteca do Mark III no Japão. A Sega tentou seguir a Nintendo com um lançamento mundial do Mark III, renomeado como Master System. O Master System foi lançado nos Estados Unidos em 1986, mas a Nintendo tinha práticas de licenciamento semelhantes nos Estados Unidos para manter as desenvolvedoras exclusivas do NES, limitando a biblioteca de jogos que a Sega poderia oferecer e também para garantir que outra crise de jogos não começasse. Além disso, a distribuidora terceirizada da Sega, a empresa de brinquedos Tonka, optou por não localizar vários dos jogos japoneses que a Sega havia criado, limitando ainda mais a biblioteca de jogos que a Sega poderia oferecer nos Estados Unidos.

### Entrada no mercado dos Estados Unidos
A quarta geração de consoles de jogos eletrônicos iniciou-se pelo lançamento do PC Engine, da NEC, em 1987 no Japão. Enquanto o PC Engine usava uma CPU de 8 bits, ele incluía componentes de renderização gráfica de 16 bits, e a NEC comercializou isso fortemente como um console de jogos de 16 bits para distingui-lo do Famicom e do Mark III; quando a NEC trouxe o PC Engine para todo o mundo, ele foi renomeado como "TurboGrafx-16" para enfatizar a quantidade de bits da plataforma. Embora a prática tenha sido considerada enganosa pelos concorrentes da NEC, o uso da designação de bit pegou e levou os fabricantes a focar sua publicidade fortemente no número de bits em um sistema de console para as próximas duas gerações.
A NEC era outro concorrente da Sega e Nintendo. Seguindo um caminho semelhante que fizeram para o Mark III, a Sega usou sua tecnologia de jogos de arcade, agora usando placas de processador de 16 bits, e as adaptou em um console doméstico, lançado no Japão em outubro de 1988 como Mega Drive. Comparado com seus consoles anteriores, o Mega Drive foi projetado para ser mais maduro e menos parecido com um brinquedo em comparação com o Famicom para atrair um público mais velho de jogadores, e "16 bits" foi estampado no gabinete do console para enfatizar esse recurso. Embora o sistema tenha sido recebido positivamente por revistas de jogos como a Famitsu, ele foi ofuscado por Super Mario Bros. 3, que foi lançado uma semana antes para o Famicom.
Assim como no Master System, a Sega também planejou um grande impulso do Mega Drive nos Estados Unidos a fim de desafiar o domínio da Nintendo entre outros mercados, com a unidade renomeada como Sega Genesis. A Sega estava insatisfeita com o tratamento que a Tonka estava realizando para o Master System, e procurou uma nova parceria através da Atari Corporation, liderada por Jack Tramiel. Tramiel estava otimista com o Genesis devido ao seu custo e recusou a oferta, concentrando-se mais nas ofertas de computadores da empresa. A Sega, em vez disso, usou sua filial inativa da Sega of America para executar um lançamento limitado do console em agosto de 1989 nos mercados de teste da cidade de Nova Iorque e Los Angeles, com sua versão de lançamento sendo empacotada com o porte do jogo de arcade Altered Beast.
Em outubro de 1989, a empresa nomeou o ex-presidente da Atari Entertainment Electronics Division, Michael Katz, como CEO da Sega of America para implementar uma estratégia de marketing para um impulso nacional do Genesis com uma meta de um milhão de consoles. Katz usou uma estratégia de duas pontas para desafiar a Nintendo. A primeira foi enfatizar as capacidades de arcade do Genesis com as capacidades de jogos como Altered Beast em comparação com os gráficos de 8 bits mais simples do NES, e criar slogans como "Genesis faz o que a Nintendo não faz". Katz também observou que a Nintendo ainda detinha a maioria dos direitos de portes de jogos de arcade para o NES, então a segunda parte de sua estratégia foi trabalhar com a sede japonesa da Sega para pagar celebridades por seus direitos de nome de jogos como Pat Riley Basketball, Arnold Palmer Tournament Golf, Joe Montana Football e Michael Jackson's Moonwalker.
Grande parte desses jogos foram desenvolvidos pelos programadores japoneses da Sega, embora, notavelmente, Joe Montana Football tenha sido originalmente desenvolvido pela Mediagenic, o novo nome da Activision depois de se envolver mais na publicação e no desenvolvimento de aplicativos de negócios ao lado dos jogos. A Mediagenic começou a desenvolver um jogo de futebol que Katz queria colocar sob o nome de Joe Montana, mas sem que Katz soubesse na época, o jogo foi apenas parcialmente concluído devido a conflitos internos na Mediagenic. Depois que o acordo foi concluído e Katz soube disso, ele levou o jogo para a Electronic Arts. A Electronic Arts já havia se tornado uma força significativa na indústria, pois conseguiu fazer engenharia reversa do formato do cartucho para o NES e o Genesis, embora o CEO da Electronic Arts, Trip Hawkins, achasse que era melhor para a empresa desenvolver o jogo para o Genesis. A Electronic Arts usou seu conhecimento de engenharia reversa como parte de suas negociações com a Sega a fim de garantir um contrato de licenciamento mais livre ao desenvolver abertamente no Genesis, o que provou ser benéfico para ambas as empresas. Na época em que Katz garantiu o Joe Montana football da Mediagenic, a Electronic Arts estava trabalhando em sua série John Madden Football para computadores pessoais na época. A Electronic Arts foi capaz de ajudar a trazer Joe Montana Football, mais como um título de arcade em comparação com o estratégico John Madden Football, para a realidade, além de trazer John Madden Football como um título de Genesis.

### O segundo impulso em 1991
O Genesis ainda lutava nos Estados Unidos contra a Nintendo e vendeu apenas cerca de 500.000 unidades em meados de 1990. A Nintendo lançou Super Mario Bros. 3 em fevereiro de 1990, o que afastou ainda mais as vendas do sistema da Sega. A própria Nintendo não pareceu ser afetada pela entrada da Sega ou da NEC no mercado de consoles. O presidente da Sega, Hayao Nakayama, queria que a empresa desenvolvesse um personagem mascote icônico e construísse um jogo em torno dele como um meio de desafiar o mascote Mario da Nintendo. O artista da empresa Naoto Ohshima surgiu com o conceito de Sonic the Hedgehog, um personagem antropomórfico rápido com uma "atitude" que agradaria aos adolescentes e incorporando a cor azul do logotipo da Sega, e Yuji Naka ajudou a desenvolver o jogo Sonic the Hedgehog para mostrar o personagem, bem como os gráficos e a velocidade de processamento do Genesis. O jogo estava pronto no início de 1991 e lançado na América do Norte em junho de 1991.
Separadamente, a Sega demitiu Katz e o substituiu por Tom Kalinske como novo CEO da Sega of America em meados de 1990. Kalinske tinha sido presidente da Mattel e não tinha muita experiência em videogames, mas desenvolveu uma nova estratégia para o esforço da Sega para desafiar o domínio da Nintendo na América com quatro decisões principais, que incluíam reduzir o preço do Genesis de $ 189 para $ 149, e continuar as mesmas campanhas de marketing agressivas para fazer o Genesis parecer "legal" sobre o NES e do próximo Super Nintendo Entertainment System (SNES) da Nintendo. Além disso, Kalinske pressionou fortemente para que desenvolvedores americanos como a Electronic Arts criassem jogos no Genesis que melhor se adaptassem às preferências americanas, particularmente jogos de simulação esportiva pelos quais o console ganhou reputação. Finalmente, Kalinske insistiu em fazer de Sonic the Hedgehog o jogo empacotado no sistema após seu lançamento em junho de 1991, substituindo Altered Beast e até oferecendo àqueles que compraram um Genesis com Altered Beast um substituto para Sonic.
Sob Kalinske, a Sega também renovou sua abordagem de publicidade, visando um público mais jovem adulto, já que a Nintendo ainda estava posicionando o SNES como um console adequado para crianças. A publicidade se concentrou no Sonic, os jogos mais ousados da biblioteca Genesis, e sua maior biblioteca de jogos esportivos que atraíam esse grupo. Anúncios de televisão para o Genesis e seus jogos terminaram com o "Sega Scream" - um personagem gritando o nome "Sega" para a câmera na cena final - que também pegou rapidamente.
Essas mudanças, todas anteriores ao lançamento norte-americano planejado do SNES em setembro de 1991, deram à Sega seu primeiro ganho na Nintendo no mercado americano. Além disso, o preço reduzido para US $ 149 tornou o Genesis uma opção mais barata do que o preço planejado de US $ 199 para o SNES, levando muitas famílias a comprar o Genesis em vez de esperar pelo SNES. O Genesis tinha uma biblioteca maior de jogos para os EUA com mais de 150 títulos no momento em que o SNES foi lançado ao lado de oito jogos, e a Sega continuou a lançar títulos que atraíram a imprensa contínua ao longo do ano, enquanto que com o SNES, sua biblioteca de jogos era geralmente detido pelo carro-chefe Mario e Zelda jogos que só saíam uma vez por ano, juntamente com menos, o que tornava ainda mais o Genesis uma opção mais desejável.
Para a Nintendo, até 1991, eles foram passivos em relação à abordagem da Sega na América do Norte, mas com a abordagem de lançamento do SNES, a empresa reconheceu que estava perdendo terreno. A empresa mudou sua publicidade na América do Norte para se concentrar em mais recursos avançados do SNES que não estavam presentes no Genesis, como o Modo 7 para criar efeitos de perspectiva 3D simulados. A remessa inicial de um milhão de unidades do SNES esgotou rapidamente e um total de 3,4 milhões de SNES foram vendidos até o final de 1991, um recorde para o lançamento de um novo console, mas o Genesis manteve fortes vendas contra o SNES. A resiliência do Genesis contra o SNES levou vários desenvolvedores terceirizados da Nintendo a quebrar seus acordos exclusivos de desenvolvimento com a Nintendo e buscar licenças para desenvolver também para o Genesis, incluindo Acclaim, Konami, Tecmo e Taito. Dos outros desenvolvedores terceirizados da Nintendo, a Square Soft continua comprometida com a plataforma Nintendo, enquanto a Capcom providenciou um mecanismo de licenciamento especial para jogos selecionados para a Sega para que eles publicassem em vez de publicarem eles mesmos.
Durante esse período, o impulso de marketing da Nintendo e da Sega levou ao crescimento das revistas de videogame. A Nintendo já havia estabelecido a Nintendo Power em 1988, em parte para servir como um guia de ajuda para os jogadores em seus títulos populares, e foi capaz de usar isso ainda mais para anunciar o SNES e os próximos jogos. Inúmeros outros títulos cresceram no final dos anos 1980 e início dos anos 1990, dando à Sega a oportunidade de comercializar seus jogos fortemente nessas publicações.

### A guerra aumenta em 1992 e 1993
A Nintendo reconheceu publicamente que sabia que não estava mais na posição dominante no mercado de consoles em 1992. Um ano após o lançamento do SNES, o preço do SNES foi reduzido para US $ 149 para igualar o Genesis, ao qual a Sega reduziu o Genesis para $ 129 logo depois. O SNES foi ajudado pela decisão da Capcom de manter a exclusividade de sua porta inicial de seu popular jogo de arcade brawler Street Fighter II: The World Warrior para o SNES quando foi lançado em junho de 1992. Enquanto o SNES vendeu mais que o Genesis nos EUA em 1992. o Genesis ainda tinha uma base de instalação maior. No início de 1993, o Genesis havia conquistado cerca de 55% do mercado, um forte contraste com 1990, quando a Nintendo controlava 90% do mercado.
O sucesso de Street Fighter II tanto como um jogo de arcade quanto como um título de console doméstico levou ao crescimento do gênero de jogos de luta , e inúmeras variações de outros desenvolvedores se seguiram. De interesse significativo foi Mortal Kombat da Acclaim , lançado para arcades em 1992. Comparado com a maioria dos outros jogos de luta da época, Mortal Kombat era muito mais violento, mostrando respingos de sangue de combatentes, e os jogadores podiam terminar partidas em "fatalities" graficamente intensas. O jogo provou ser extremamente popular em arcades.
Tanto a Nintendo quanto a Sega reconheceram a necessidade de ter Mortal Kombat em seus consoles. A Nintendo, no entanto, temia problemas com o conteúdo violento gráfico do jogo e licenciou uma versão da Acclaim para o SNES que eliminou as fatalidades e fez outras alterações para remover a maior parte do conteúdo que a Nintendo se opôs. A Sega licenciou uma versão sem alterações do jogo de arcade original. Ambas as versões domésticas foram lançadas em setembro de 1993 e aproximadamente 6,5 milhões de unidades foram vendidas ao longo de sua vida útil, mas com três a cinco vezes mais versões do Genesis em comparação com a versão do SNES.
A popularidade da versão para console doméstico de Mortal Kombat , juntamente com outros pânicos morais no início dos anos 1990, levou a preocupações de pais, ativistas e legisladores nos Estados Unidos, levando às audiências no Congresso de 1993 sobre videogames realizadas pela primeira vez em dezembro. Liderados pelos senadores Joe Lieberman e Herb Kohl , os Comitês do Senado para Assuntos Governamentais e o Judiciário trouxeram vários líderes da indústria de videogames, incluindo Howard Lincoln , vice-presidente da Nintendo of America, e Bill White, vice-presidente da Sega of America, para discutir a maneira como eles comercializavam jogos como Mortal Kombat e Night Trapem consoles para crianças. Lincoln e White acusaram as empresas um do outro de criar o problema em questão. Lincoln afirmou que a Nintendo adotou uma abordagem com curadoria para selecionar jogos para seus consoles e que os jogos violentos não tinham lugar no mercado. White respondeu que a Sega estava propositalmente visando um público mais velho que a Nintendo e havia criado um sistema de classificação para seus jogos que vinha tentando encorajar o resto da indústria a usar; além disso, apesar da supervisão da Nintendo, White apontou que ainda havia muitos títulos da Nintendo que incorporavam violência. Com nem Lincoln nem White dando muito jogo, Lieberman concluiu a primeira audiência com um aviso de que a indústria precisa se reunir com alguns meios para regular os videogames ou então o Congresso aprovaria leis para fazer isso por eles.
Na época da segunda audiência, em março de 1994, a indústria havia se unido para formar a Interactive Digital Software Association (hoje Entertainment Software Association) e estava trabalhando para estabelecer o Entertainment Software Rating Board (ESRB), um painel de classificação que, em última análise, foi introduzido em setembro de 1994. Apesar da Sega oferecer seu sistema de classificação como ponto de partida, a Nintendo se recusou a trabalhar com isso, pois ainda via a Sega como sua rival, exigindo a criação de um sistema totalmente novo. O ESRB eventualmente estabeleceu uma forma modelada a partir da Motion Picture Association of America (MPAA) para filmes, e o Comitê ficou satisfeito com o sistema proposto e permitiu que a indústria de videogames continuasse sem mais regulamentações.

### A chegada da Sony e o fim da guerra
Em 1994 e 1995, houve uma contração na indústria de videogames, com o NPD Group relatando uma queda de 17% e 19% na receita ano a ano. Embora a Sega estivesse superando a Nintendo em 1993, ela ainda carregava dívidas corporativas, enquanto a Nintendo permanecia livre de dívidas por ter uma posição mais dominante no mercado mundial, vencendo a Sega no mercado norte-americano e americano vencendo a guerra dos consoles de 16 bits. Para continuar lutando contra a Nintendo, o próximo console da Sega foi o Sega Saturn , lançado pela primeira vez em novembro de 1994 no Japão. Ele trouxe a tecnologia usada pelos jogos de arcade da Sega que usavam gráficos poligonais 3D, e os títulos de lançamento apresentavam versões caseiras desses jogos de arcade, incluindo Virtua Fighter . Enquanto Virtua Fighter não era um jogo de pacote, as vendas do título foram quase 1:1 com o console no Japão. A Sega, reconhecendo que eles tinham vários consoles com jogos díspares que eles estavam tentando apoiar, decidiu colocar a maior parte de sua atenção na linha Saturn daqui para frente, abandonando o suporte para o Genesis apesar de suas vendas ainda serem fortes nos Estados Unidos. no momento.
Ao mesmo tempo, surgiu um novo concorrente no mercado de consoles, a Sony Computer Entertainment , com a introdução do PlayStation em dezembro de 1994. A Sega, ciente da concorrência potencial da Sony no Japão, garantiu ter Saturns suficientes para venda no dia o PlayStation foi lançado pela primeira vez para sobrecarregar a oferta da Sony.
Tanto a Sega quanto a Sony se voltaram para mover essas unidades para o mercado norte-americano. Com a formação da ISDA, uma nova feira norte-americana, a Electronic Entertainment Expo (E3) foi criada em 1995 para focar em videogames, para distingui-la da Consumer Electronics Show (CES), que cobria todos os eletrodomésticos. Nintendo, Sega e Sony deram seu total apoio à E3 em 1995. A Sega acreditava que tinha uma posição mais forte na E3 sobre a Sony, já que as publicações de jogos, comparando o Saturn ao PlayStation, classificaram o Saturn como o melhor sistema. Na primeira E3 em maio de 1995, Kalinske da Sega estreou a versão norte-americana do Saturn, anunciou seus vários recursos e seu preço de venda de $ 399, e disse que, embora fosse lançado oficialmente no mesmo dia, eles já haviam enviado vários sistemas para fornecedores selecionados para venda. Olaf Olafsson da Sony Electronic Publishing começou a cobrir os recursos do PlayStation, então convidou Steve Race, presidente da Sony Computer Entertainment America para o palco. Race declarou o preço de lançamento do PlayStation, " $ 299 ", e depois partiu para "aplausos estrondosos". O corte de preço surpresa pegou a Sega desprevenida e, além de várias lojas retirarem a Sega de sua linha devido a serem evitadas nas primeiras vendas do Saturn, o preço mais alto tornou mais difícil para eles vender o sistema. Quando o PlayStation foi lançado oficialmente nos Estados Unidos em setembro de 1995, suas vendas nos dois primeiros dias excederam o que o Saturn havia vendido nos cinco meses anteriores. Como a Sega havia investido pesadamente no Saturn no futuro, a concorrência da Sony prejudicou drasticamente as finanças da empresa.
No caso da Nintendo, eles ignoraram a CPU de 32 bits e, em vez disso, sua próxima oferta foi o Nintendo 64 , um console de CPU de 64 bits lançado pela primeira vez em junho de 1996. Embora isso lhes desse recursos poderosos, como gráficos 3D para manter superar os do Saturn e PlayStation, ainda era um sistema baseado em cartuchos limitando a quantidade de informações que poderiam ser armazenadas para cada jogo. Essa decisão acabou custando a Square Soft, que mudou sua popular série Final Fantasy para a linha PlayStation para aproveitar o espaço maior na mídia óptica. O primeiro jogo de PlayStation da série, Final Fantasy VII, impulsionou as vendas do PlayStation, enfraquecendo ainda mais a posição da Nintendo e afastando a Sega do mercado.
A essa altura, a guerra de consoles entre Nintendo e Sega havia evaporado, com as duas empresas agora enfrentando a Sony como rival. A Sega fez mais um console, o Dreamcast , que tinha vários recursos inovadores, incluindo um modem embutido para conectividade online, mas a vida útil do console foi curta em parte devido ao sucesso do próximo produto da Sony, o PlayStation 2 , um dos consoles domésticos mais vendidos de todos os tempos. A Sega deixou o negócio de hardware de console doméstico em 2002 para se concentrar no desenvolvimento e licenciamento de software. A Nintendo continua a ser um jogador-chave no negócio de consoles domésticos, mas mais recentemente adotou uma "estratégia do oceano azul" abordagem para evitar competir diretamente com a Sony ou a Microsoft, recurso por recurso, com consoles como Wii , Nintendo DS e Nintendo Switch .

### Legado
A guerra de console Sega/Nintendo é o tema do romance de não-ficção Console Wars de Blake Harris em 2014, bem como uma adaptação cinematográfica/documentário do livro em 2020.
A Sega e a Nintendo já colaboraram em vários títulos de software. A Sega desenvolveu uma série bianual de jogos esportivos Mario & Sonic at the Olympics baseada nos Jogos Olímpicos de Verão e de Inverno desde 2008, apresentando personagens das séries Super Mario e Sonic , enquanto a Nintendo desenvolveu o crossover Super Smash Bros. série de lutador para várias propriedades da Nintendo que incluiu Sonic como personagem jogável, juntamente com outros personagens de Sonic em papéis coadjuvantes desde Super Smash Bros. Brawl.

## Sony contra Microsoft

### História

Logo do Xbox
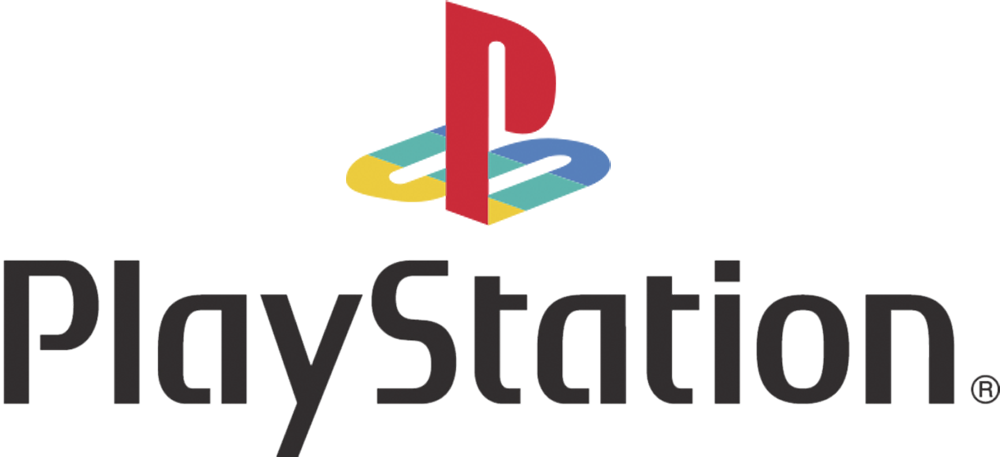
Logo do Playstation

Desde a sexta geração, tanto a Sony quanto a Microsoft são concorrentes diretos dos consoles domésticos. Desde 2000, ambas as empresas lançaram um novo modelo de console com um ano de diferença entre si com especificações aproximadamente comparáveis. Como o hardware do console não possui vantagens técnicas distintas, as duas empresas competem mais criando um ambiente de console exclusivo por meio de serviços online e oferecendo jogos exclusivos de console de seus estúdios próprios e de terceiros. Embora a Nintendo também tenha permanecido um concorrente significativo para ambas as empresas, sua estratégia de desenvolvimento e marketing usando a abordagem "oceano azul" é considerada fundamentalmente diferente da Sony ou da Microsoft, pois geralmente não é considerada a principal participante da guerra dos consoles.Hoje, é a guerra de consoles em andamento mais evidente, com a Sony e a Microsoft controlando 72% da participação no mercado de consoles de jogos.

### Desafio inicial da Microsoft

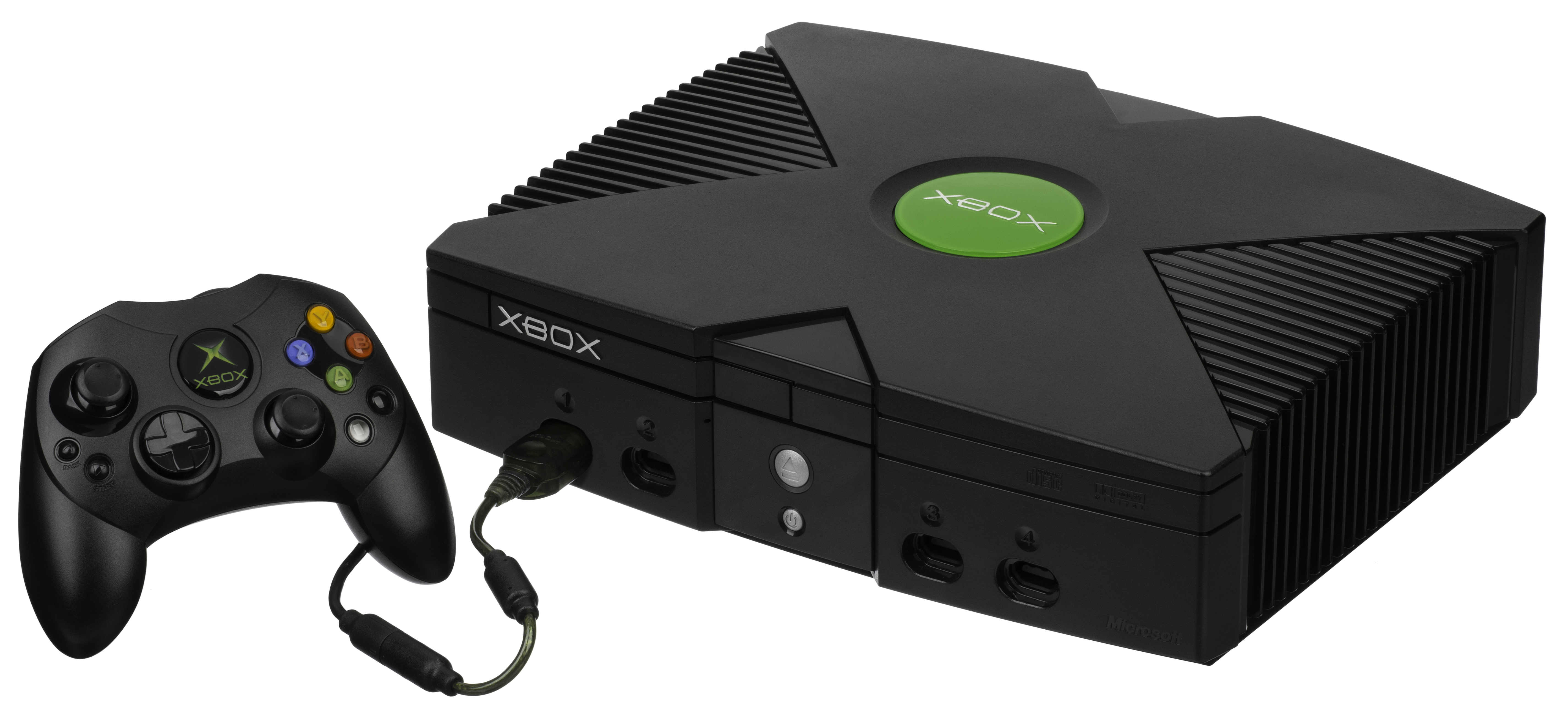
Xbox Original
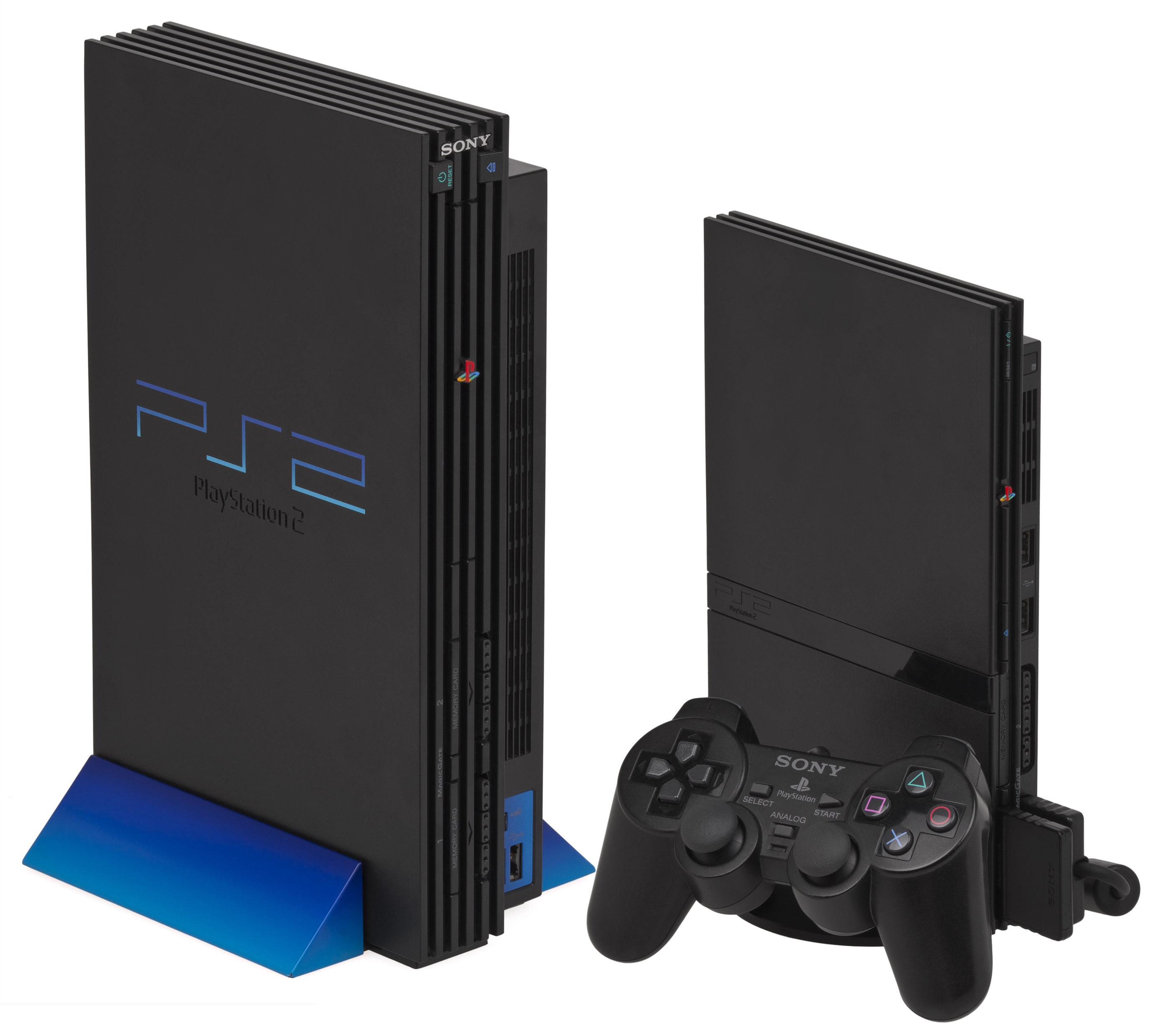
Playstation 2 Fat e Slim

A Microsoft entrou especificamente no mercado de consoles com o console Xbox em 2001, quando viu o PlayStation 2 da Sony , lançado em 2000, como um potencial concorrente do computador doméstico como um dispositivo onipresente na sala de estar. Enquanto o PlayStation 2 foi desenvolvido principalmente a partir de componentes personalizados, a Microsoft abordou o Xbox como um computador pessoal altamente refinado baseado no Microsoft Windows e na tecnologia DirectX . O primeiro Xbox não competiu bem contra o PlayStation 2, vendendo apenas cerca de 24 milhões de unidades em todo o mundo contra os 155 milhões do PlayStation 2, e a Microsoft supostamente não teve lucro com o hardware do console, mas a empresa ficou satisfeita com seu desempenho para continuar no mercado.

### Xbox 360 vs. PlayStation 3

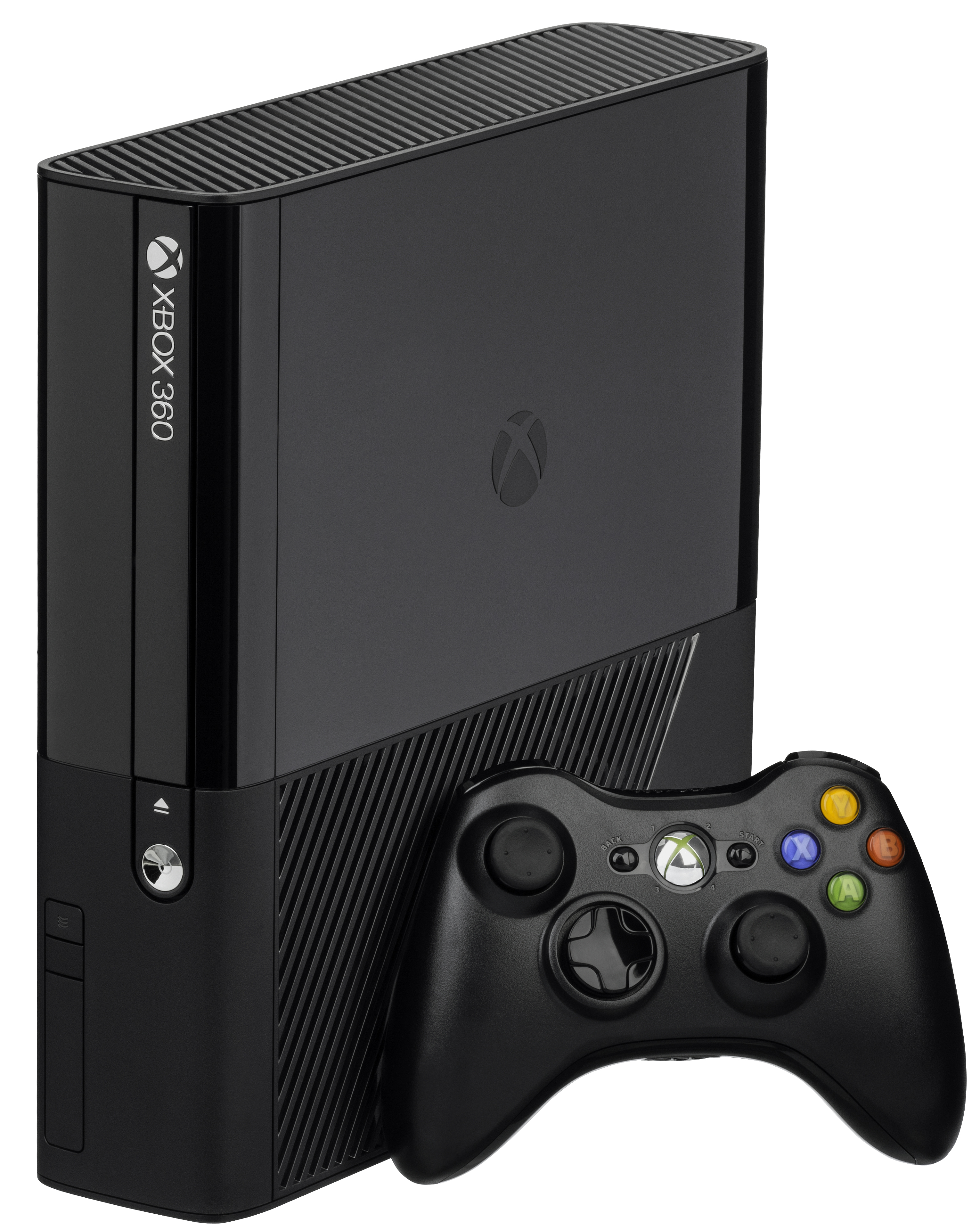
Xbox 360
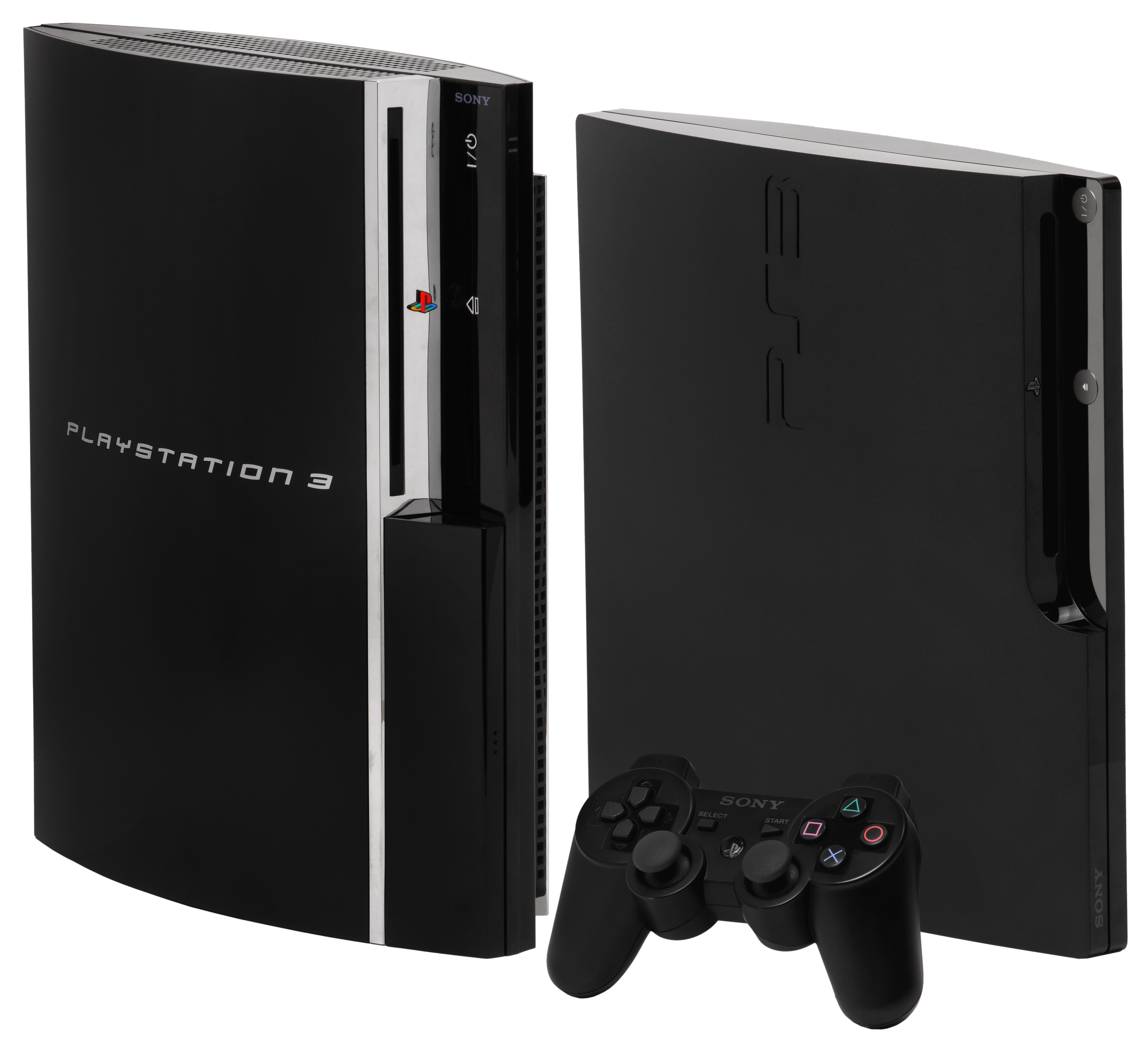
Playstation 3 Fat e Slim

A Microsoft conseguiu levar as lições aprendidas do primeiro Xbox para seu segundo modelo, o Xbox 360 lançado em 2005, superando o lançamento do PlayStation 3 pela Sony em 2006. Além do lançamento anterior e de um design aprimorado, a Microsoft garantiu mais desenvolvedores em seu Microsoft Game Studios , imitando os próprios desenvolvedores da Sony, bem como outros desenvolvedores de terceiros para vários exclusivos do console. O PlayStation 3, por outro lado, teve menos exclusividades no lançamento e foi prejudicado por um preço mais alto no lançamento, dando ao Xbox 360 uma vantagem nos primeiros anos de lançamento. Ambos os consoles pretendiam incluir recursos multimídia na reprodução de filmes em alta definição. Um erro da Microsoft foi apoiar o padrão HD-DVD para reprodução de filmes sobre o padrão Blu-ray que a Sony havia selecionado, pois logo após o lançamento do Xbox 360, a indústria cinematográfica padronizou o Blu-ray. O Xbox 360 também sofreu com o " Red Ring of Death ", uma falha de hardware em uma grande fração dos modelos de varejo que custou à Microsoft mais de US$ 1,1 bilhão em reparos durante a vida útil do console.
Ambos os consoles foram desafiados pelo Wii da Nintendo e especificamente seu novo dispositivo de detecção de movimento Wiimote . Para competir, tanto a Microsoft quanto a Sony lançaram seus próprios sistemas de detecção de movimento, o Kinect e o PlayStation Move, respectivamente, para seus consoles. As empresas também lançaram atualizações de console no meio da geração. A Microsoft lançou um Xbox 360 S de baixo custo, fornecido com menos espaço de armazenamento interno, bem como um Xbox 360 E de última geração, fornecido com mais espaço de armazenamento e o sensor Kinect. A Sony lançou dois modelos Slim diferentes do PlayStation 3 que reduziram o tamanho do sistema e o preço de varejo subsequente, o que ajudou a melhorar as vendas. Em última análise, o Xbox 360 vendeu cerca de 84 milhões de unidades, com base em estimativas da indústria, já que a Microsoft parou de divulgar suas vendas, enquanto o PlayStation 3 vendeu 87 milhões de unidades; o Wii vendeu comparativamente mais de 101 milhões de unidades.

### Xbox One vs. PlayStation 4

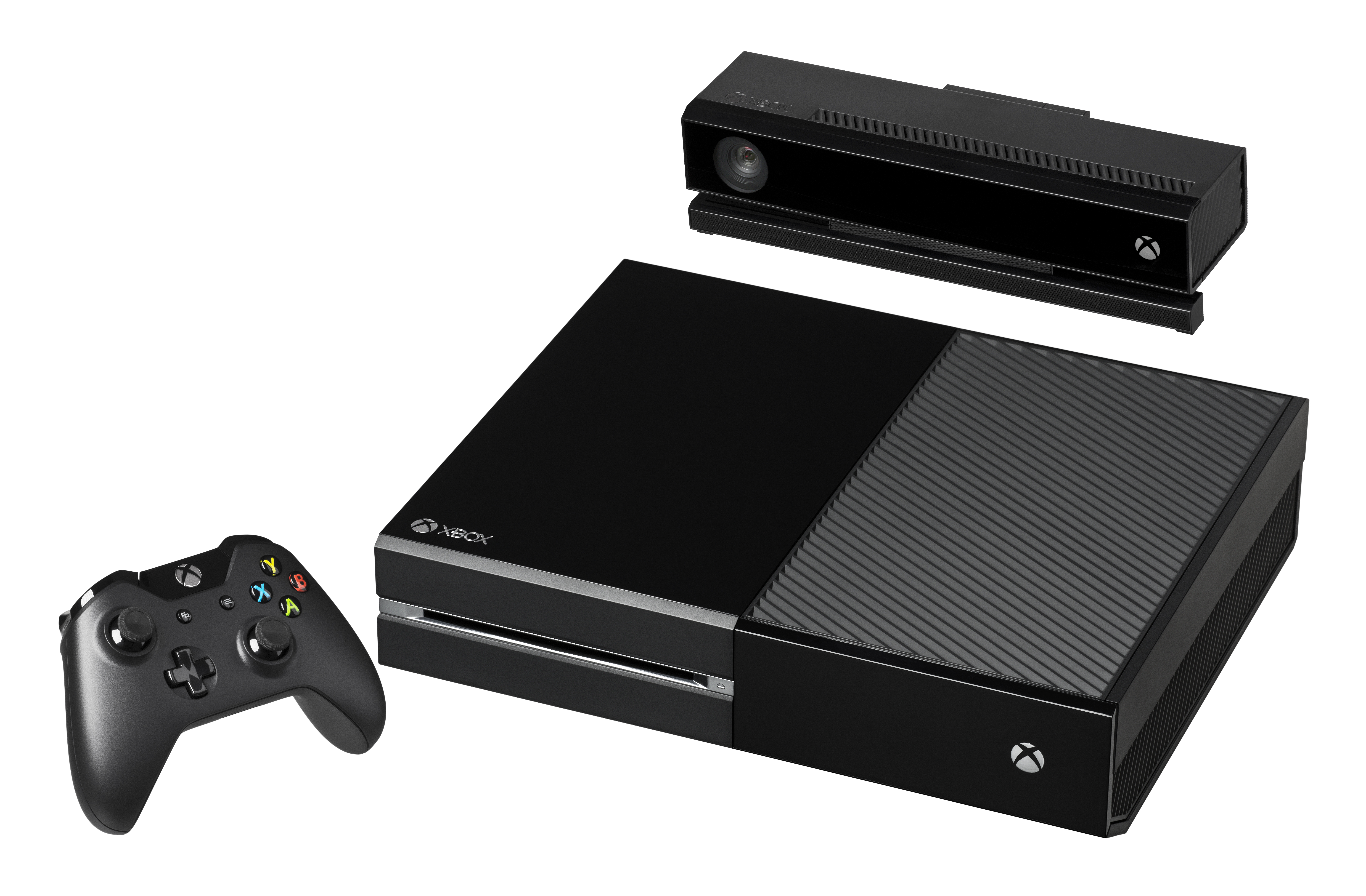
Xbox One

A Sony e a Microsoft lançaram seus próximos consoles, o PlayStation 4 e o Xbox One , em 2013. Para a Sony, eles consideraram as dificuldades que os desenvolvedores tiveram ao usar o conjunto de instruções personalizado para o processador Cell no PlayStation 3 e reestruturaram o PlayStation 4 para use mais o conjunto de instruções x86 mais padrão usado pela maioria dos computadores pessoais, ajudando a trazer o desenvolvimento em convergência com os sistemas de computador. A Microsoft inicialmente queria conduzir o Xbox One como um substituto para uma caixa de TV a cabo na sala de estar como uma única fonte de entretenimento com recursos voltados para assistir televisão além de jogos. Para conseguir isso, o Xbox One deveria ser fornecido com o Kinect e usar uma conexão de Internet sempre ativa para permitir vários recursos, como a capacidade de compartilhar jogos com outros membros da família. No entanto, quando esses recursos foram promovidos pela primeira vez, houve uma forte reação de jornalistas e consumidores, considerando-os como recursos desnecessários e invasores de privacidade. A Microsoft teve que retirar muitos desses recursos do Xbox One antes do lançamento, como eliminar o requisito de estar sempre conectado e a necessidade de usar o Kinect. A Sony aproveitou a oportunidade em seu marketing do PlayStation 4 para tirar proveito dos erros da Microsoft, como demonstrar a simplicidade do compartilhamento de jogos simplesmente passando a mídia física para outra pessoa, bem como seu preço mais baixo. Enquanto a Microsoft foi capaz de corrigir o curso do Xbox One após o lançamento, a Sony ganhou terreno suficiente com os recursos do PlayStation 4, juntamente com uma forte biblioteca de títulos exclusivos do console, e o PlayStation 4 vendeu mais que o Xbox One, 106 milhões de unidades  para 52 milhões de unidades.

### Xbox Series X/S vs. PlayStation 5

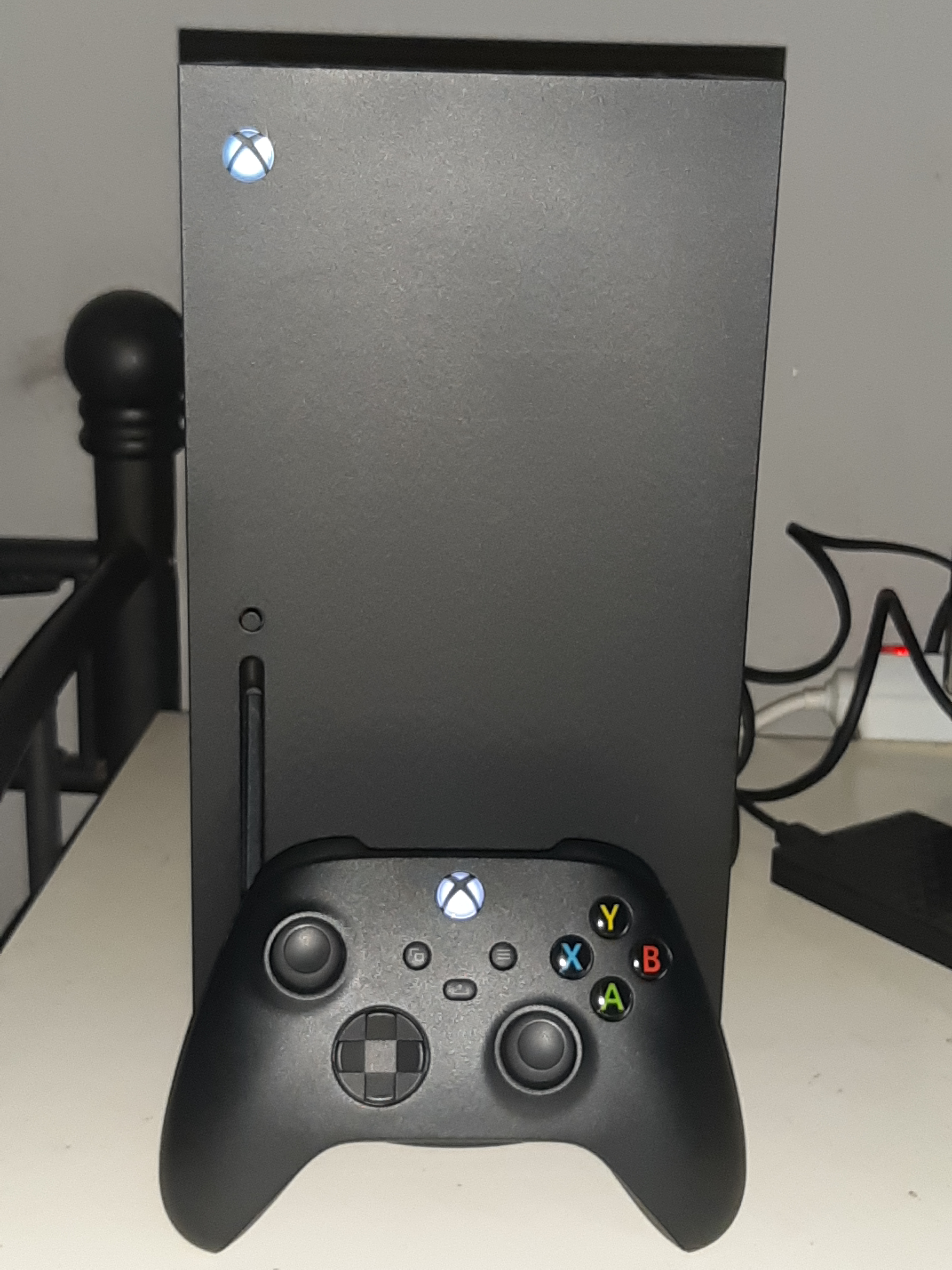
Xbox Series X
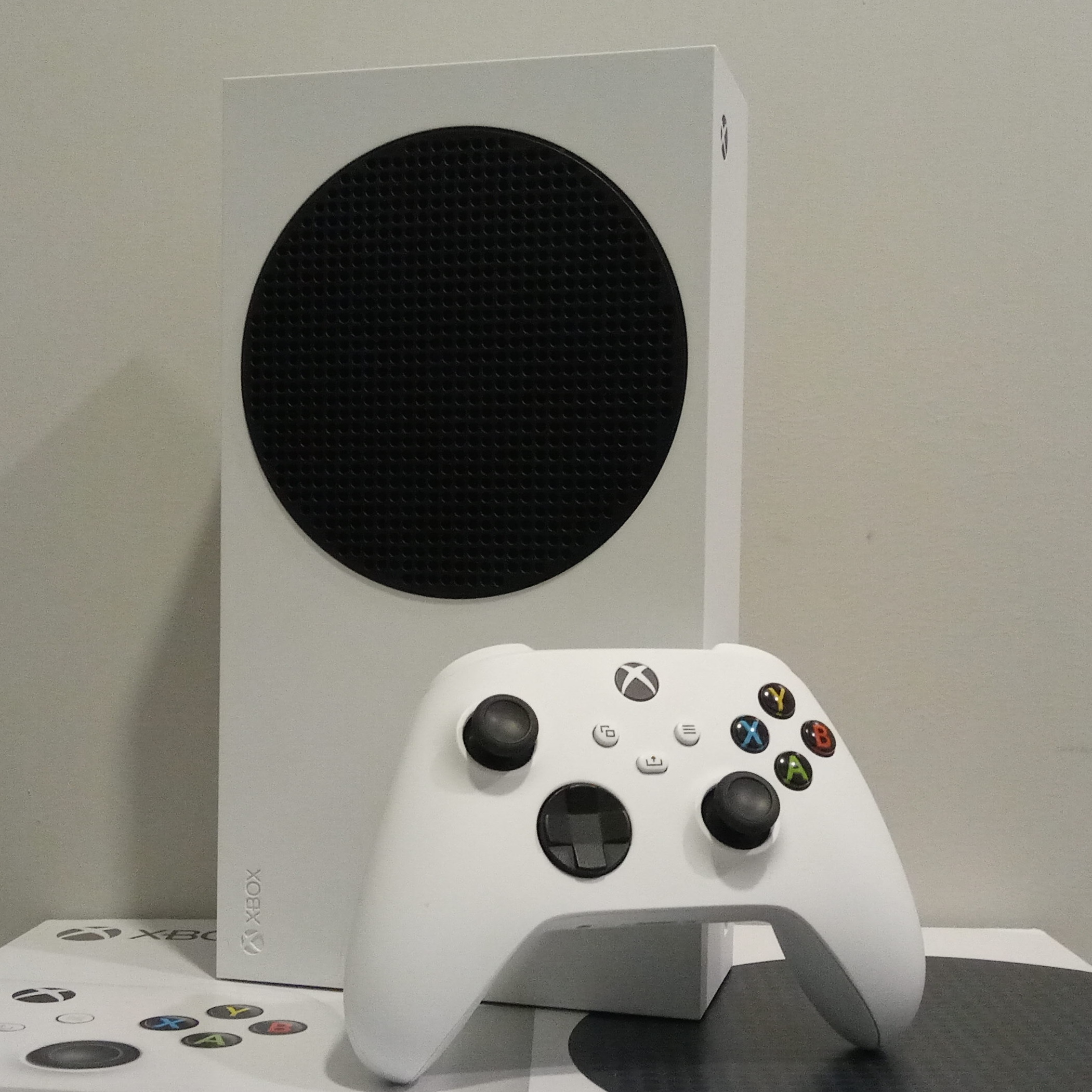
Xbox Series S
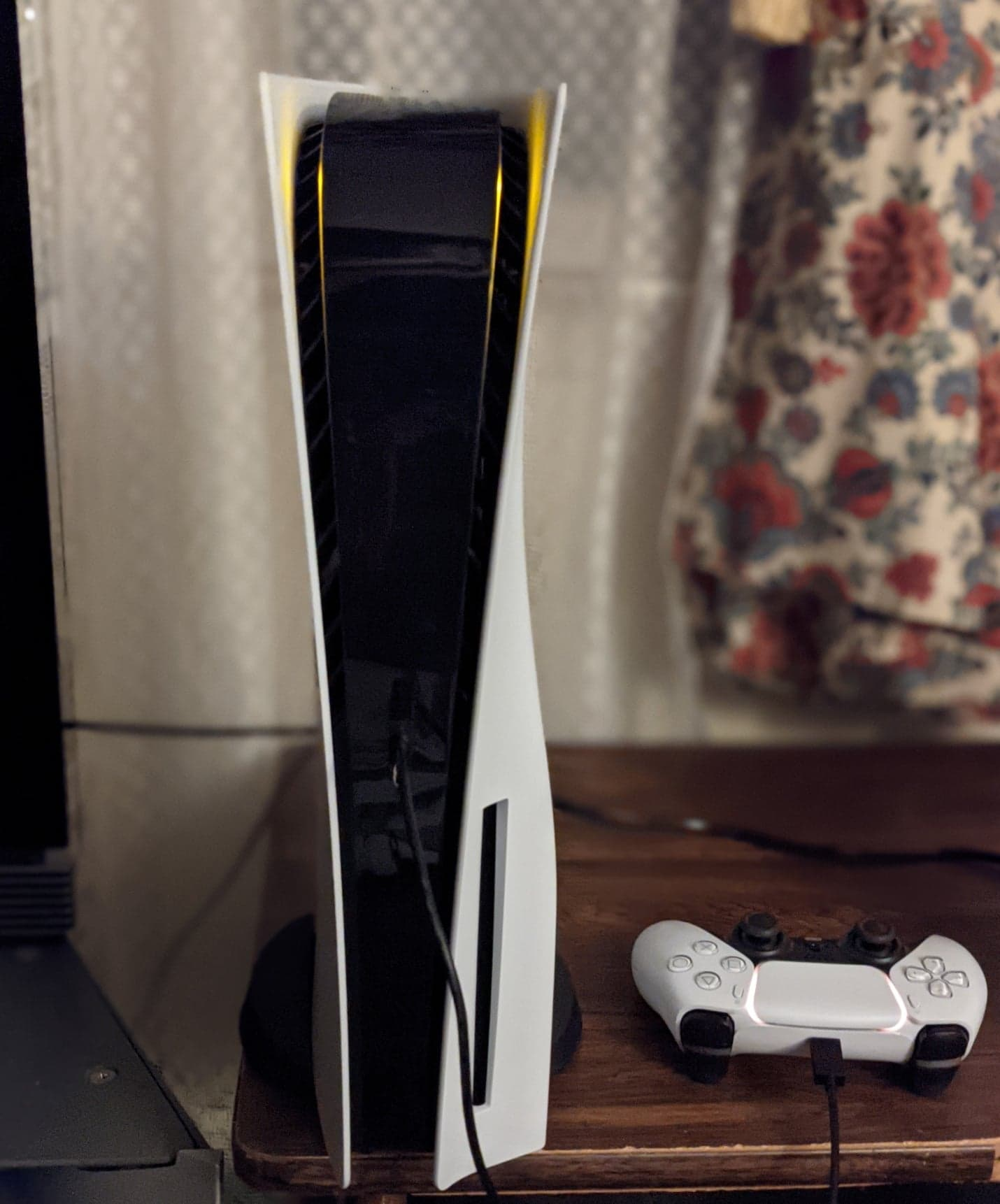
Playstation 5

Ambas as empresas lançaram seus próximos consoles em 2020, o PlayStation 5 e o Xbox Series X e Series S. Ambas as famílias de consoles representam melhorias de tecnologia com especificações de destino semelhantes, incluindo alta resolução e altas taxas de quadros, armazenamento interno de alta velocidade e compatibilidade com versões anteriores com sistemas anteriores. Mais recentemente, a Microsoft expandiu as ofertas de jogos para além dos consoles, como o Xbox Game Pass e o serviço de streaming de jogos xCloud, para se afastar de uma mentalidade de guerra de console.Phil Spencer , chefe do Xbox para a Microsoft, afirmou que vê o Xbox em concorrência com a Netflix e outros serviços de streaming online que disputam opções de entretenimento, em vez da Sony.Da mesma forma, a Sony lançou um foco mais intenso em serviços de streaming. Por exemplo, em 2020, foi lançado um "controle remoto de mídia", anunciando "controle sem esforço de uma ampla variedade de entretenimento de grande sucesso no PS5".  No entanto, a rivalidade continuou na década de 2020, com o PlayStation oferecendo jogos supostamente "exclusivos do Xbox" gratuitamente no PlayStation Plus.
Além disso, houve rumores de que ambas as empresas lançarão mais consoles no futuro, com um executivo da Sony alegando que mais consoles serão lançados em um ciclo de seis a sete anos. A Microsoft vai um passo além, alegando que tem consoles que "não virão à tona por muitos anos".
Com a aquisição planejada da Activision Blizzard pela Microsoft , anunciada em janeiro de 2022 e com previsão de fechamento em 2023, o potencial de escalada na guerra de consoles Sony/Microsoft cresceu, pois a Microsoft poderia tornar os jogos da Activision Blizzard exclusivos para a linha Xbox.

### Legado
A guerra do console Xbox vs PlayStation foi o tema de um episódio de South Park " Black Friday " lançado em 2013.
Diferentemente de Sega vs Nintendo, parece haver uma divisão crescente entre as duas empresas, em vez de colaboração. O Xbox continua sendo o mais caro dos dois, no entanto, ambos os preços dos consoles são altos quando comparados ao mercado tradicional de consoles, definindo uma tendência para consoles cada vez mais caros.

## Outras guerras de console

### Consoles portáteis dos anos 90
Vários grandes consoles portáteis foram lançados no mercado com cerca de um ano de diferença: o Game Boy da Nintendo, o Game Gear da Sega e o Atari Lynx. Enquanto o Game Boy usava uma tela monocromática, tanto o Game Gear quanto o Lynx tinham telas coloridas. Como esses lançamentos portáteis estavam ao lado da guerra de consoles Sega vs. Nintendo, eles também estavam sujeitos a marketing e publicidade pesados para tentar atrair os consumidores. No entanto, o Game Boy acabou vencendo nesta batalha, vendendo mais de 118 milhões de unidades ao longo de sua vida (incluindo suas futuras revisões) em comparação com 10 milhões para o Game Gear e 3 milhões para o Lynx. O Game Boy inicialmente vendido por US $ 50 ou mais barato do que seus concorrentes, e tinha uma biblioteca maior de jogos, incluindo o que é considerado o aplicativo matador do portátil , o Tetris , que atraiu não-jogadores para comprar o portátil para jogá-lo.

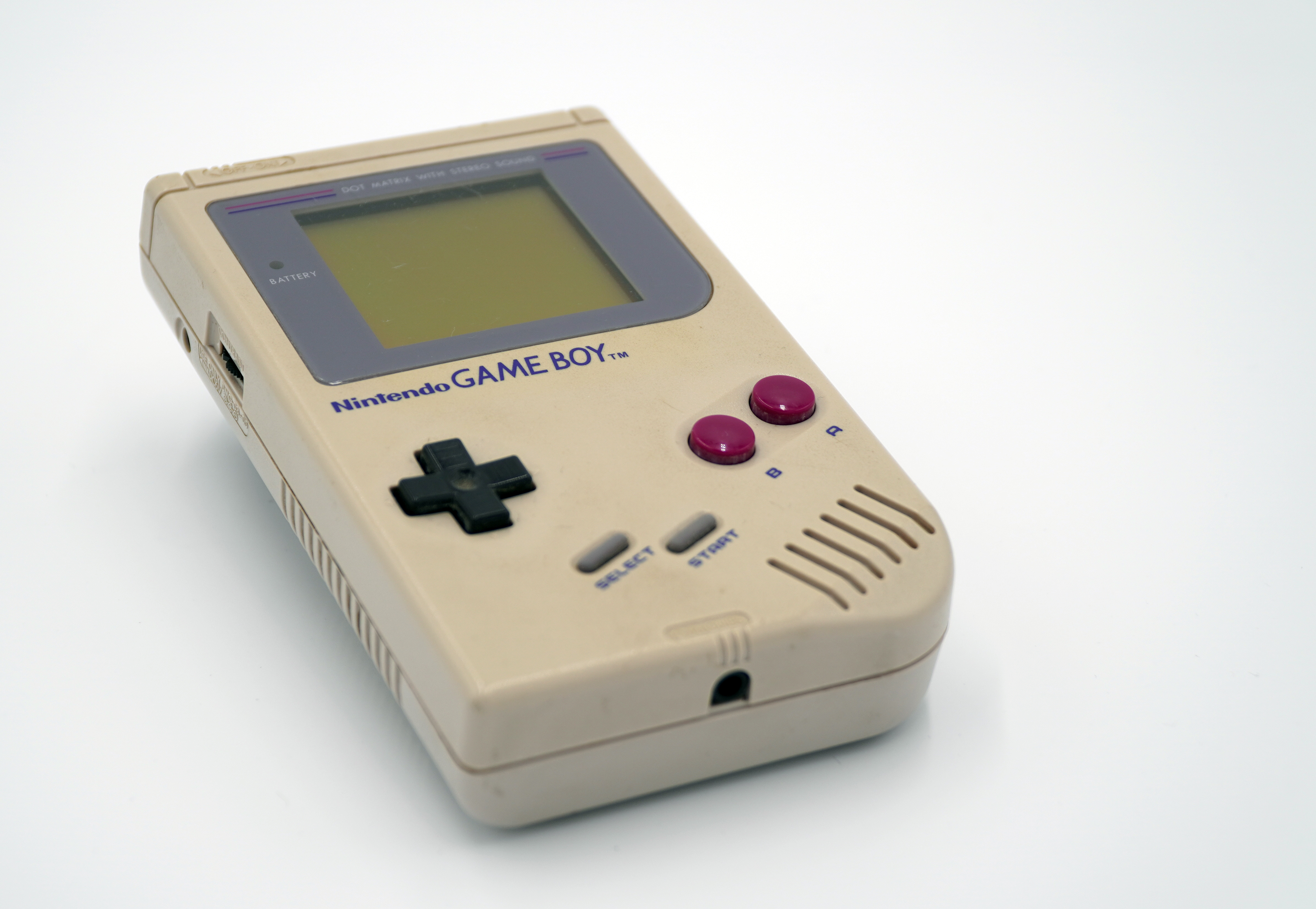
Game Boy Clássico
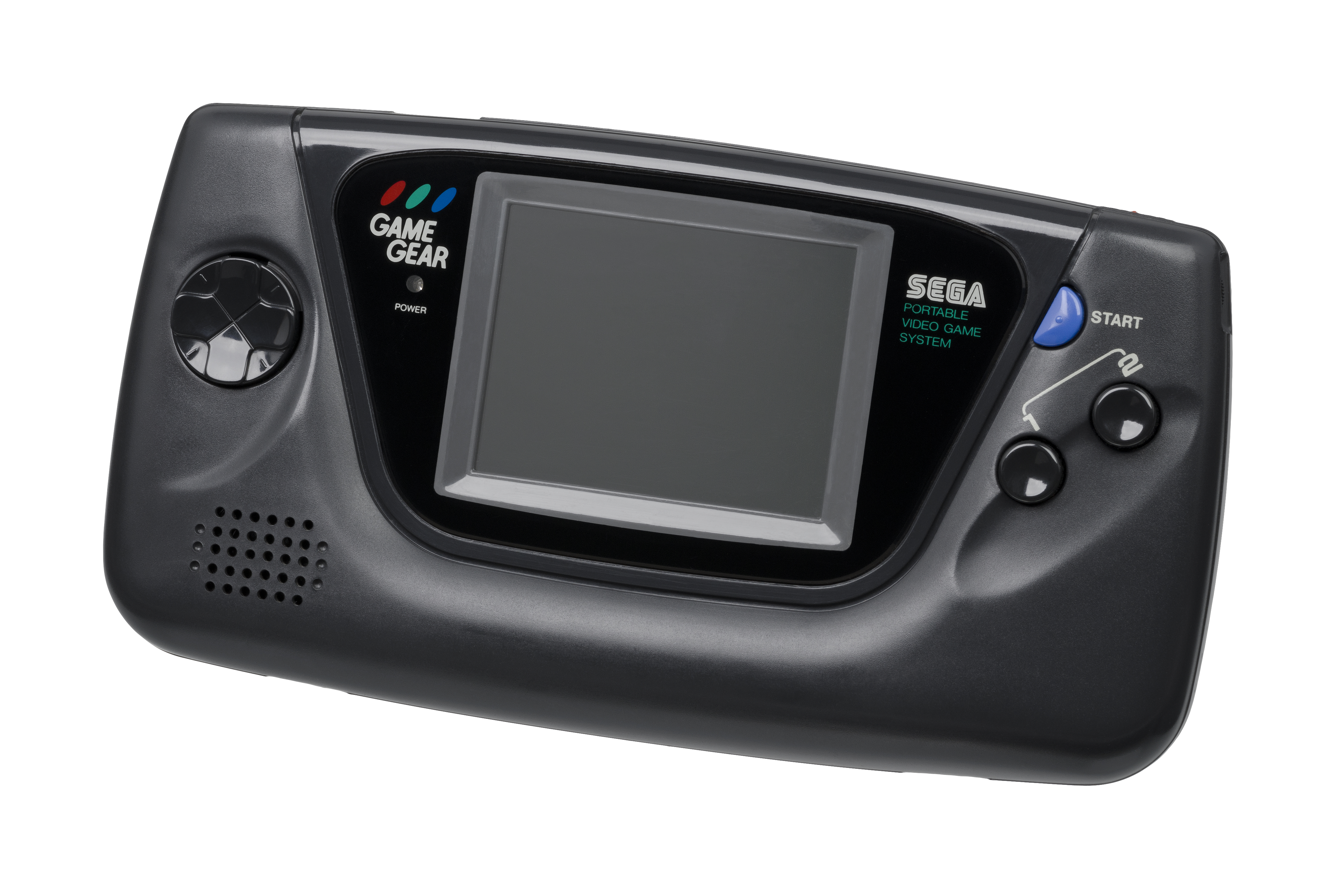
Game Gear
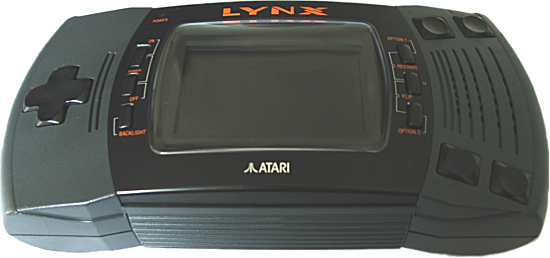
Atari Lynx